# 215-та дивізія (Німецька імперія)
215-та дивізія- загальновійськове з'єднання в складі Прусської армії в період Першої Світової Війни.

## Історія
Дивізія була сформована 8 вересня 1916 року на Західному фронті, але вже на початку листопада 1916 року була переміщена на Східний фронт. Тут вона залишилася після закінчення війни на Україні, повернулася 16 березня 1919 року додому і була там демобілізована і, нарешті, розпущена.
215-та дивізія брала участь у визволенні Донбасу навесні 1918 року, після запеклих боїв в районі Барвінкове де їм протистояли частини Донецької армії і 3-ї РСЧА. 19 квітня німці переломили опір червоноармійців після чого проникли в Донбас і звільнили Слов'янськ і Бахмут і почали очищати вугільні райони від більшовиків.
- Бої за Барвінкове

Бойовий календар

### 1916
15-17 вересня — резерв армійського відділу А
З 18 вересня до 2 листопада — бої в Шампані
 
2 листопада в 8 — транспорт на схід
з 8 листопада — бої на верхів'ях Штір-Стохід

### 1917
до 1 грудня — Бої на Верхньому Стиру — Стохід
 2 до 17 грудня — перемир'я
з 17 грудня — перемир'я

### 1918
до 18 лютого — перемир'я
З 18 лютого по 21 червня — бойові дії в підтримку України
З 22 червня по 15 листопада — окупація України
з 16 листопада — евакуація з України

## Склад
- 61-ша резервна піхотна бригада
- Резервний запасний полк № 2
- Ландверскій піхотний полк № 71
- Резервний піхотний полк № 224
- 3-й ескадрон / резервний гусарський полк № 8
- Артилерійський командир № 215
- Польовий артилерійський полк № 274
- Командир відділу новин № 215

## Командування
- Генерал-майор Отто Ульріх 7 вересня по 9 вересня 1916 р
- Генерал-лейтенант Теодор фон Верніц З 10 вересня 1916 р по 16 березня 1919 р